# 8ミリビデオ

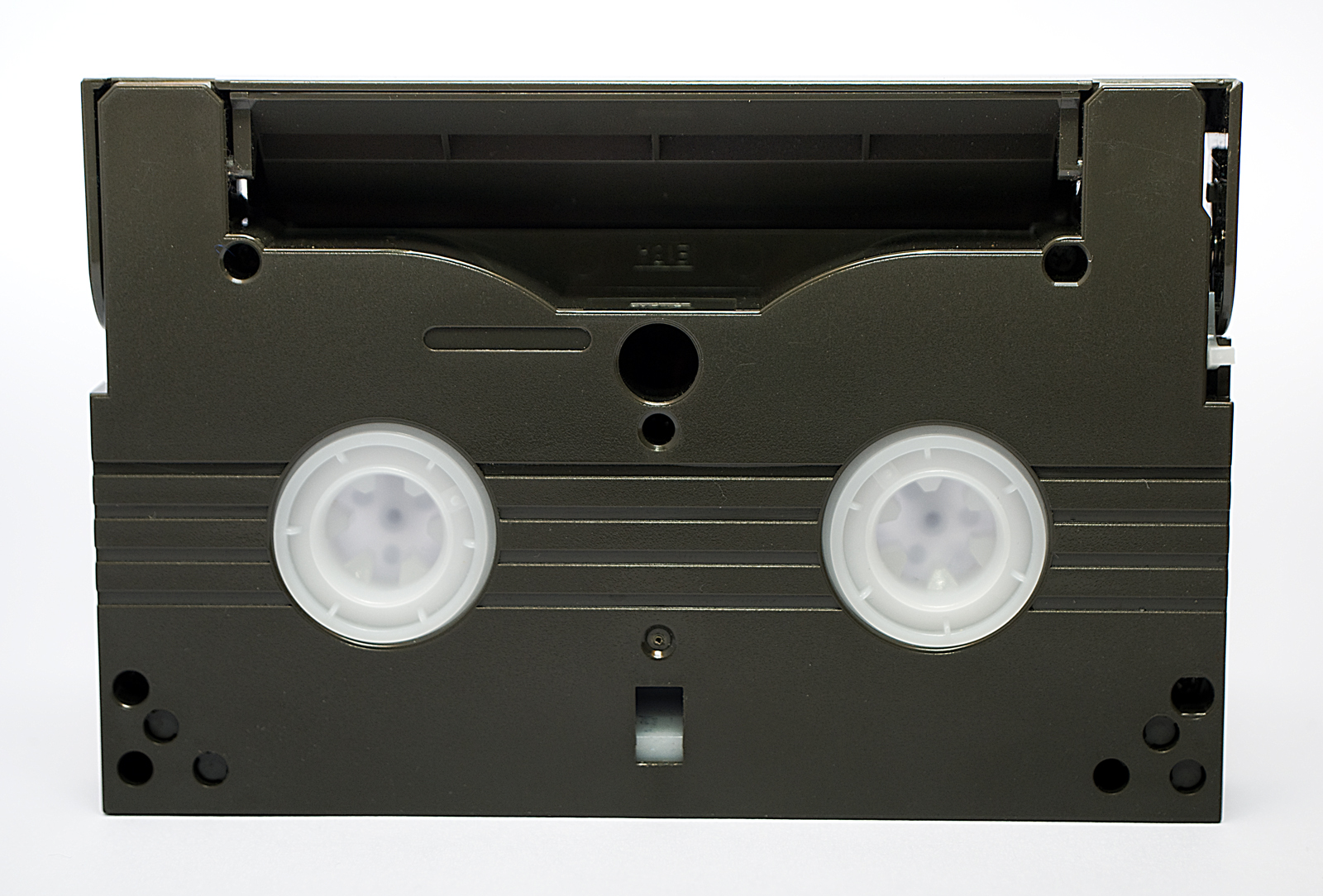
8ミリビデオカセット裏

8ミリビデオ（8mm video format）は、家庭用ビデオの規格である。ビデオカメラ（カムコーダ）用として広く普及した。
誤用であるが、前述のとおり一般用途としては据え置き型よりカムコーダー用が普及したため、「８ミリビデオ」という言葉はカムコーダーを示す言葉として使われていた。

## 概説
家庭用VTRとしてVHSとベータが登場し、激しい規格争いが行われていた中、1980年以降、VTR一体型ビデオカメラ（カムコーダ）の試作品がソニーや松下電器（現在：パナソニック）、日立などから相次いで発表された。これらにはVHSやベータではない、各社が独自に開発した小型のビデオテープが用いられていたが、先の規格争いから規格統一の必要性を痛感した各社により後に「8ミリビデオ懇話会」が設けられ、次世代のビデオ規格として検討が行われた結果、ビデオにおける初の世界127社による統一規格として誕生した。しかし後述のように、日本ビクターや松下電器などはVHS-C規格を製品化したため、結局のところ規格争いが再発することとなった。この携帯型ビデオカメラ用では8ミリビデオ陣営側の規格が普及した。
テープ幅が8ミリであり、規格名はそこから取られている。ビデオカセットはコンパクトカセットとほぼ同じ大きさで、VHSやベータと比較して大幅に小型化されている。テープはメタルテープ（塗布型または蒸着型）を採用し、高密度記録により、当初より標準モードで120分の長時間記録が可能だった。また、後に180分テープも発売された。
8ミリビデオをハイバンド化した上位互換の高画質フォーマットとしてHi8、テープ速度を2倍にしてデジタル記録（DV互換）を実現したDigital8がある。そのほかに、Hi8方式の高画質技術として、輝度信号の周波数帯域を拡張するXR規格（公称水平解像度440TV本）が存在する。
単に「8ミリ」、「8mm」と呼ばれることもあるが、その場合、8ミリフィルムを意味していることもある。現在ではMiniDVへの世代交代、さらには記録メディアが磁気テープからDVD･HDD･SDメモリーカード・SSDへと変遷したことによって「8ミリ」という略称自体がほとんど使われなくなっている。

## フォーマット概要
- 記録方式：ヘリカルスキャン方式
- 記録ヘッド数：2（標準）, 4（小型）
- ヘッドドラム径：40mm (巻きつけ角190°), 26.7mm（巻きつけ角292°）[2]
- ヘッドドラム回転数：約30Hz（正確には NTSCに準じ 29.97fpsに対応する 29.97Hz） (約1800rpm)
- テープ幅：8mm
- テープ送り速度：14.345mm/s (SP), 7.176mm/s（LP）
- 記録トラック幅：20.5μm (SP), 10.2μm（LP）
- 信号方式：
  - 映像
    - 輝度信号：周波数変調（FM）
      - 8mm:シンクチップ：4.2MHz/白ピーク：5.4MHz
      - Hi8:シンクチップ：5.7MHz/白ピーク：7.7MHz

    - 色差信号: 低域変換PI 743.444kHz

  - 音声
    - 音声信号1：2チャンネルAFM記録
      - 映像信号に周波数多重。規格化当初はモノラルだったが、のちにステレオ化された。ステレオ化に際しては、従来のモノラル機と互換性を取るため、従来のAFM信号（L+R、1.5MHz）の上位周波数（1.7MHz）にL-Rの信号を加えたものになっている。

    - 音声信号2（オプショナル）：2チャンネルPCMデジタル記録（ビデオトラック端部に時間軸圧縮記録）、サンプリング周波数31.5kHz、非直線8ビット量子化
      - AFMがステレオ化したことにより、民生用のビデオカメラではほとんど使用されていない。DAT並みの音声とした16ビット規格も発表されたが、結局対応製品は発売されなかった。
      - 映像と別領域のため、アフレコによる差し替えが可能。業務用機では音声トラックを残して映像を差し替える機能もあった。

    - 音声信号3（オプショナル）： 1チャンネル固定ヘッド記録[3][4]
      - AFMステレオで必要十分だったため、音声用固定ヘッドは民生用では使用されていない。

  - タイムコード
    - オプション規格でテープに直接録画時間を記録するタイムコードが２種類用意されている。
      - 民生用タイムコード
        - フレーム単位でタイムコードを挿入し、編集時の編集点指定精度を上げるようにしている。ハンディカムのCCD-V800で初めて採用された。

      - 業務用機器タイムコード
        - 民生用とは別のタイムコードで、民生用同様編集点指定制度を上げるためにフレーム単位のタイムコードが用意されている。ドロップフレーム。このタイムコードは録画済みのテープに事後で挿入ができるため、タイムコードのないビデオで録画したテープも編集精度を上げて編集することが可能になる。

- カムコーダでの使用が前提だったことから、つなぎ撮りがきれいに行なえるFEヘッドの採用が必須とされたため、固定消去ヘッドは全ての機種で使用されていない。

## 製品概要
ソニーが8ミリビデオ規格を構想した際には、カセットが小型で取扱いやすい「家庭用VTRの本命機」という位置づけで、据置型・カメラ一体型ともに既存規格を置き換えるフォーマットとして期待された。しかし、各社の商品開発は、カセットサイズが小型である特徴を活かせるカメラ一体型が先行した。
世界初の8ミリビデオは、1984年9月にイーストマンコダックから発売されたカメラ一体型の「M-2400」（松下電器製）である。日本では1985年1月8日、ソニーが8ミリビデオの同社第一号機「CCD-V8」を発表した。他には8ミリフィルムの後継規格を模索していた富士写真フイルム（当時、現在：富士フイルムホールディングス）やキヤノン･ニコン･ミノルタ･京セラ･ペンタックス･リコーなどのカメラメーカー、三洋電機などの家電メーカーが新たに参入した。一方、日本ビクターや松下電器･日立･東芝･三菱電機･シャープなどのVHS陣営はVHSフルカセットとの互換性を持つVHS-Cを前面に押し出し、両者による激しい規格争いに突入することとなる。小型化が容易で長時間録画をサポートしていたことなど、元々VHS-Cとの比較では8ミリが有利な点が多かった。
この規格争いによって各社の開発競争が進んだ結果、ビデオカメラの小型軽量化が急激に進み、本体形状は現在みられる片手支持スタイルを確立した。

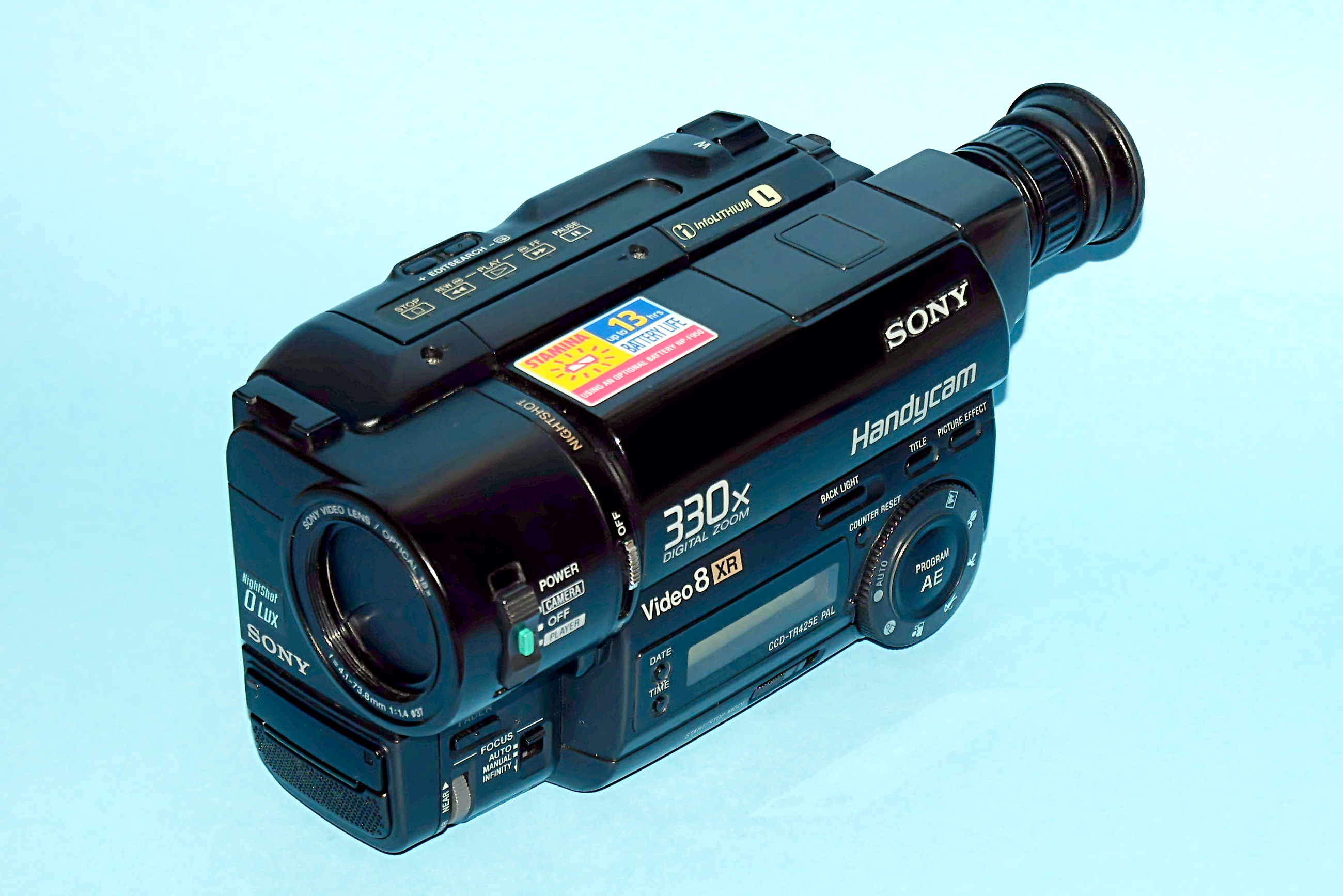
Sony Video 8 CCD-TR425E。当時の「パスポートサイズ」のビデオカメラのひとつ。これは欧米で販売されたPAL信号タイプのもの。

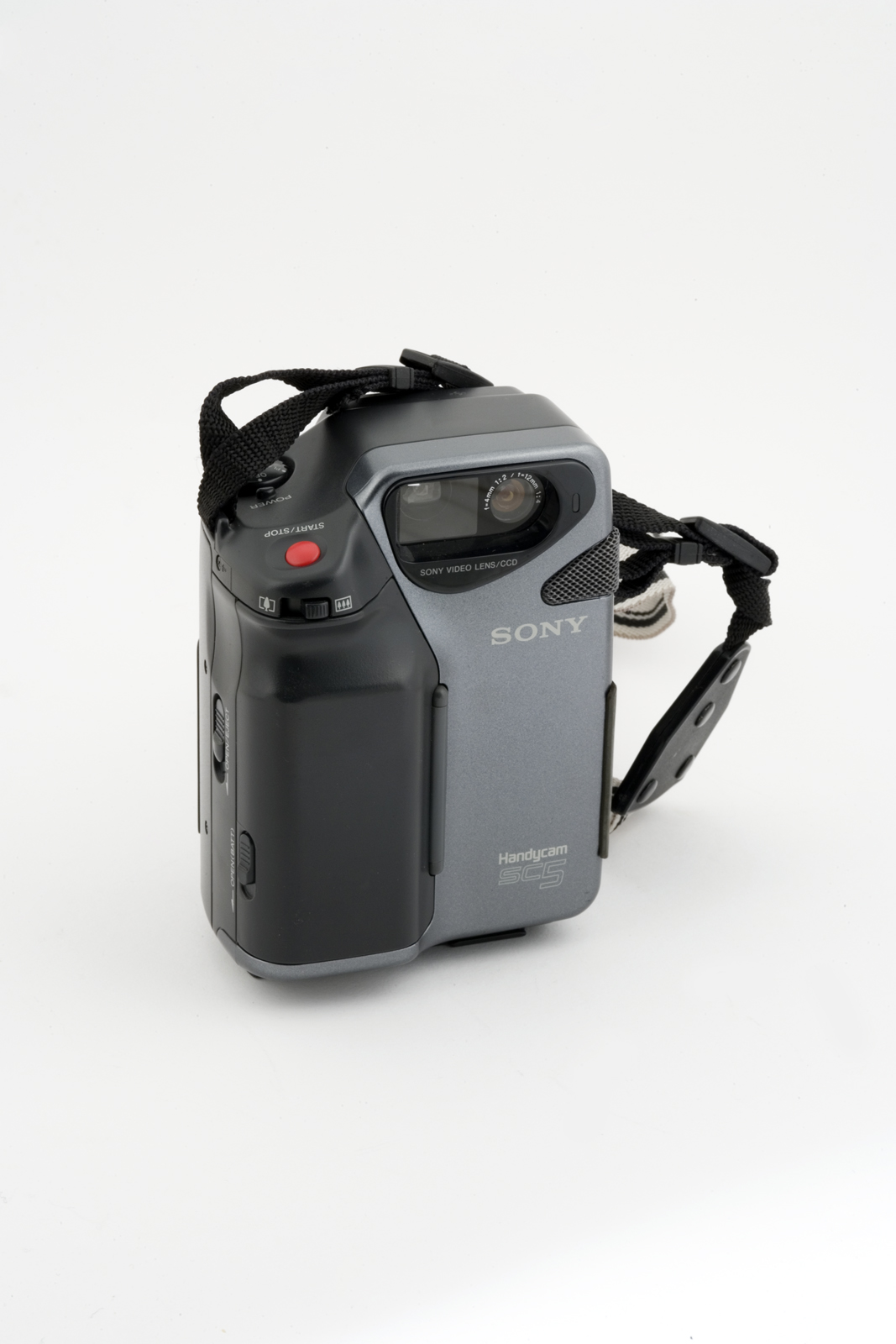
SONY Video 8 Handycam CCD-SC5E。イタリア、ミラノのMuseo scienza tecnologia（科学技術博物館）展示品。

1989年にソニーが「パスポートサイズ･ハンディカム」CCD-TR55 を発売した。その劇的に小型な本体サイズもさることながら、従来は家庭用ビデオカメラの主用途は子供の成長記録だった中、旅行に持ち出すというコンセプトが子供を持たない若者を中心に受け入れられ、一時は生産が追いつかなくなるほどの爆発的ヒットとなり、撮影対象が広がったことを示した（ハンディカムの項も参照）。このTR55の発売以降、市場は8ミリに大きく傾くこととなった。そして1992年にVHS-Cから転向したシャープが液晶モニター一体型の「液晶ビューカム」を発売し新しい撮影スタイルを提案した。これが大人気商品となったことで、8ミリビデオの優勢が決定的となり、日立や東芝も8ミリに転向した。松下電器は自社でVHS-Cのビデオカメラを発売する一方で、欧州メーカー向けに8ミリのビデオカメラをOEM生産しており、いつでも自社販売に踏み切れる環境にあったが、実現することはなかった。三菱電機はビデオカメラの市場そのものから撤退した。
一方アメリカでは、当初はVHSフルカセット規格のカムコーダーが優勢だった。VHSのレンタルビデオが普及した事から、ビデオソフトの再生機を兼ねる事のメリットが大きかった。また、アメリカ人の嗜好ではビデオカメラが大型である事はさほどのデメリットにならず、また日本人向けに小型化されたビデオカメラは、アメリカ人の大きな手では操作がやりにくく（ボタンを押すのに爪楊枝が必要だと言われた）、わざわざアメリカ人向けに大型化したビデオカメラが輸出されるような状況だった。そのため、8ミリビデオ規格の小型化のメリットは十分に活かされなかった。だが1990年代より、韓国製の安価なVHSビデオデッキが普及した事から、ビデオソフトの再生とビデオ撮影は別のデッキで行う趨勢になった。そのような情勢にあって、フルカセット規格のVHSとの互換性を謳ったVHS-Cの特徴はあまりメリットにはなりえず、8ミリ規格が優勢となった。
一方で据え置き型のデッキとしては、8ミリ規格はあまり普及しなかった。テープサイズの小ささを生かした保管場所をとらない家庭用ビデオデッキとして宣伝がされたものの、8ミリビデオ規格が発表された頃には、ビデオデッキの用途はテレビ放送の録画よりも、むしろレンタルビデオソフトの再生のほうに移行しつつあり、レンタルビデオとして圧倒的に普及したVHS規格の首位を覆すに至らなかった。また8ミリ規格の旗振り役として業界を主導したソニーが、ベータ規格の死守という二兎を追った事の影響もあったと言われる。ソニーはレンタル店向けに、ビデオソフトの増加に伴っての、保管・陳列スペースの節約というメリットを訴え、8ミリビデオ規格のビデオソフトの普及を推進した。しかし、そのようなレンタル店側の事情はユーザー側にとっては関係無い話であり、レンタル店側は店舗の大規模化によってビデオソフトのタイトル数の増加に対応する事となる。なお、ビデオソフトのタイトル数増加に伴う、レンタル店の保管・陳列スペースの節約は、後にDVDへの移行によって果たされる事となる。
ソニー以外のメーカーでも後から8ミリビデオ規格に参入した日立 (SATELLA)や東芝 (ARENA)も薄型の据え置きHi8デッキを発売し、BS録画に最適と謳っていたがVHS機よりも数万円ほど高価だつた。なお、ソニー、富士フイルム（ソニーからのOEM）などのスタンダード8ミリデッキはモノラル音声の廉価機種が存在していたものの、8ミリビデオの仕様から、VHSほどの長時間録画も出来なかった。VHSテープが3巻パックで安売りが当たり前になりつつあった中、8ミリテープは割高だったためこれらもヒットするには至らなかった。据え置き型は、撮影したビデオの観賞･編集用としての用途が中心となり、VHS/ベータの次世代規格としての目論見は果たせなかった。しかしこの現状を踏まえたソニーは、VHSと8ミリビデオの両規格を搭載したダブルデッキタイプの製品を発表し、こちらはある程度の普及を見た。
据え置き型のデッキの例外としては旅客機の機内上映用機器がある。これはあくまでも業務用機器であり、消費者が店頭で見かけることはない。
8ミリビデオのテープをデータ保存用に応用したものが8ミリデータカートリッジである。

## その後の状況
1995年9月に、より小型で鮮明なデジタル録画ができる「DV規格」の小型規格（MiniDV）を採用したデジタルビデオカメラの第1号機「NV-DJ1」が松下電器から発売され、それ以降、VHS-Cと同様に、8ミリビデオについても、DV規格との世代交代が始まった。初期の頃にはDVテープの入手が困難で、かつデッキやビデオカメラも高価だったためほとんど普及しなかったが、2000年以降、テープの生産体制が軌道に乗るに連れて8ミリビデオカメラは急速に売れ行きを落とし、多くのメーカーが製造から撤退した。また、家庭用据え置き型ビデオデッキの後継としては、DVDレコーダーやBDレコーダーなどの光ディスク機器が普及する事になる。
DV規格への移行期に、安価なHi8テープにDV規格で録画可能で旧来の8ミリビデオやHi8で録画したアナログテープも再生可能なDigital8規格の製品もソニーから発売されたものの、短命に終わった。
家庭には個人的な映像が多く保存されていることから、機器の老朽化に伴った買い換え需要に対応するため、販売が続けられていた、携帯型録画再生機のビデオウォークマンのDigital8用の2製品についても、2011年9月をもって終了し、これにより8ミリビデオのカムコーダ・据え置き型デッキについては、Hi8･Digital8を含め、すべての製品の生産が終了した。ビデオテープ･クリーニングテープについても、販売が終了している。

## 音声等の記録媒体として
8ミリビデオ規格にはマルチトラックPCMという、映像トラックを音声用に割り当てて6チャンネル（サンプリング周波数31.5kHz、量子化数8ビット）のPCM録音ができる規格もあった（Digital Audio Video）。過去に一部の民生用デッキ（ソニー「EV-S600」「EV-S800」、Hi8の「EV-S900」東芝「E-800BS」等）に搭載されたが、ラジオ放送の長時間エアチェック等、用途が極めて限られた事から、現在民生向け製品での搭載機種は殆ど無い。
これと別にティアック社はHi8テープを用いた業務用マルチトラックレコーダを提唱し、DTRSとして規格化。広く用いられた。またデータレコーダとしても応用された。